# تپه تخت شاه ۵
تپه تخت شاه ۵ مربوط به سده‌های ۶ تا ۹ ه.ق است و در شهرستان زابل، بخش میانکنگی، دهستان قرقری، ۱/۷ک متری غرب روستای تخت عدالت واقع شده و این اثر در تاریخ ۲۸ اسفند ۱۳۸۵ با شمارهٔ ثبت ۱۸۹۷۳ به‌عنوان یکی از آثار ملی ایران به ثبت رسیده است.